# Altaï méridional
Pour les articles homonymes, voir Altaï (homonymie).
L'Altaï méridional (en russe : Южный Алтай) est un massif montagneux de l'Altaï dont la partie occidentale se trouve au Kazakhstan et la partie orientale est partagée entre la Russie et la Chine. Il s'étend sur 125 kilomètres. Il est recouvert de steppes jusqu'à 1 400 à 1 500 mètres d'altitude. La ceinture forestière grimpe jusqu'à 2 100 mètres, au-dessus ce sont les alpages et la toundra alpine qui dominent. Il possède plus de 180 glaciers. Il commence à l'ouest de la rivière Karatoba dont la vallée le sépare des monts Kalba plus à l'ouest encore, au Kazakhstan. Il s'étend d'ouest en est où il se termine au massif du Tavan-Bogd. Le sud-est de l'Altaï méridional est délimité par les monts Bendyrtaou.

## Géographie

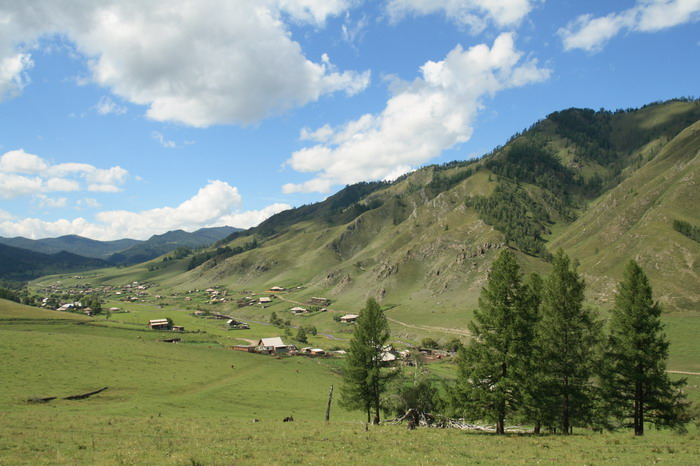
Vue du village de Vekhnaïa Apchouïakhta dépendant du raïon de Chebalino (république de l'Altaï) dans l'Altaï méridional

### Versant nord
La partie occidentale du versant nord se trouve au Kazakhstan, dans le territoire administratif du Kazakhstan-Oriental. C'est ici que commencent les bassins d'affluents de l'Irtych, comme l'Akkaba et la Boukhtarma. On y trouve nombre de petits lacs, comme le lac Zelionoïe ou le Blandy-Koul.
La partie orientale du versant nord se trouve en Russie dans le territoire administratif de la république de l'Altaï. Elle est située à la limite de la partie occidentale du versant sud du plateau de l'Oukok, où l'on compte plusieurs lacs, comme le lac Beloïe, le lac Kanas, le lac Mouzdy-Boulak ou le lac Goussinoïe. C'est dans la partie russe du versant nord que naissent les rivières Oukok, Ak-Alakha, Betsou-Kanas, Mouzdy-Boulak, Kara-Tchad, ou Argamdji qui appartiennent au bassin de l'Ob.

### Versant sud
La partie occidentale du versant sud se trouve au Kazakhstan-Oriental, tandis que la partie orientale du versant sud se trouve en Chine et appartient au territoire administratif du Xinjiang.

### Sommets
Les plus hauts sommets par ordre de grandeur sont les suivants :
- le Djagyrtaou (3 871 mètres), Chine ;
- le mont Kanas (3 441 mètres), Chine et Russie ;
- le mont Kroutinka (3 277 mètres), Kazakhstan ;
- l'Altykyz (2 907 mètres), Kazakhstan.

### Cols
Le massif compte plusieurs cols de montagne d'ouest en est :
- le Chagan-Daba (2 638 mètres), Kazakhstan ;
- le Zeliony (2 952 mètres), Kazakhstan ;
- le Krymza (2 836 mètres), Kazakhstan ;
- l'Ougoulgoun (2 897 mètres), Kazakhstan et Chine ;
- le col du Kanas (2 650 mètres), Russie et Chine ;
- le col du Betsou-Kanas (2 671 mètres), Russie et Chine.

## Source
- (ru) Cet article est partiellement ou en totalité issu de l’article de Wikipédia en russe intitulé « Южный Алтай » (voir la liste des auteurs).